# Tálna-patak
A Tálna-patak a Túr folyó bal oldali mellékvize.

## Leírása
Romániában, Szatmár megyében, az Avas-hegység délnyugati oldalán, több ágból ered, majd Kisgérce alatt bal oldalról torkollik a Túr folyóba.
Nevét 1493-ban Avasújvárosnál említette először oklevél fl. Tholna néven.
A patak mellett fekvő legnagyobb település: Avasújváros